# Arif Huseynov
Arif Shahbaz oglu Huseynov (en azerí: Arif Şahbaz oğlu Hüseynov; Bakú, 30 de octubre de 1943) es un pintor de Azerbaiyán, que ha obtenido en 2006 la distinción de Artista del Pueblo de la República de Azerbaiyán.

## Biografía
Arif Huseynov nació el 30 de octubre de 1943 en Bakú. Entre 1960 y 1962 estudió en la Escuela Estatal de Arte de Azerbaiyán en nombre de Azim Azimzade. En 1972 se graduó de la Universidad Estatal de Cultura y Arte de Azerbaiyán.
En 1975 fue elegido el miembro de la Unión de Artistas de Azerbaiyán. Sus obras también se exhibieron en las exposiciones de Bakú, Estambul, Moscú, Praga, Berlín, Tokio.
Actualmente las obras del pintor se conservan en el Museo Nacional de Arte de Azerbaiyán, la Galería Estatal de Arte de Azerbaiyán, el Museo de Arte Oriental de Moscú, así como en las colecciones privadas.

## Exposiciones personales
- 1984 - "100 ilustraciones", Bakú – Moscú
- 2006 - "Galería "Daikokuya", Tokio, Japón
- 2009 – "Galería Berlín-Bakú", Berlín
- 2012 – "Cuento azerbaiyano", Bakú
- 2012 – Sabir "Hophopnama", Centro del Museo de Azerbaiyán, Bakú

## Premios y títulos
- Artista de Honor de Azerbaiyán (1992)
- Artista del pueblo de la República de Azerbaiyán (2006)
- Orden Shohrat (2023)[4]